# Útigönguhöfði (kulle i Island, lat 63,86, long -19,14)
Útigönguhöfði är en kulle i republiken Island. Den ligger i regionen Suðurland, 140 km öster om huvudstaden Reykjavík. Toppen på Útigönguhöfði är 970 meter över havet.
Trakten runt Útigönguhöfði är nära nog obefolkad, med mindre än två invånare per kvadratkilometer. Det finns inga samhällen i närheten. Trakten runt Útigönguhöfði består i huvudsak av gräsmarker.